# كارنيل لاك
كارنيل لاك (بالإنجليزية: Carnell Lake)‏ هو لاعب كرة قدم أمريكية أمريكي، ولد في 15 يوليو 1967 في سولت ليك في الولايات المتحدة.

## وصلات خارجية
- كارنيل لاك على موقع مرجع كرة القدم المحترفة.كوم (الإنجليزية)